# جائزة أيطاليا الكبرى 1931
جائزة أيطاليا الكبرى 1931 (بالإنجليزية: 1931 Italian Grand Prix)‏ هو سباق فورمولا 1 أقيم بتاريخ 24 مايو 1931 في حلبة مونزا، إيطاليا. كان الأول من أصل 3 في بطولة العالم لسباقات الفورمولا واحد موسم 1931.